# Сандра Кім
Сандра Кім (нар. 15 жовтня 1972 року, Монтеньє, Бельгія) — бельгійська співачка. Представляла Бельгію на Євробаченні 1986, на якому перемогла з піснею «J'aime la vie». Наймолодша переможниця Євробачення за всю історію конкурсу (перемогу здобула у віці 13 років).

## Дискографія
- J'aime la vie (1986)
- Bien dans ma peau (1988)
- Balance tout / Met open ogen (1991)
- Les Sixties / Sixties (1993)
- Onvergetelijk (1997)
- Heel diep in mijn hart (1998)
- Tokyo Boy
- Bel me, schrijf me

1. ↑  SNAC — 2010.
2. ↑  Dictionnaire des Wallons — Fédération Wallonie-Bruxelles, Institut Jules Destrée.